# Cyril Gautier
Pour les articles homonymes, voir Gautier.
Cyril Gautier est un coureur cycliste français, né le 26 septembre 1987 à Pabu dans les Côtes-d'Armor.

## Biographie

### Carrière professionnelle
Membre de l'équipe Bretagne Armor Lux depuis 2007, il remporte en 2008 le titre de champion d'Europe sur route dans la catégorie espoirs. Ses résultats lui permettent de signer avec une équipe ProTour et de rejoindre l'équipe BBox Bouygues Telecom en 2009.
Son principal fait d'armes en 2009 est une échappée qu'il mène pendant la majeure partie du parcours de Liège-Bastogne-Liège.
En 2010, il s'impose lors de la Route Adélie. À la fin de la saison, il est sélectionné par Laurent Jalabert pour participer à la course en ligne au championnat du monde à Melbourne, en Australie. Il prolonge de deux ans son contrat avec son équipe, qui prend le nom d'Europcar en 2011.
Sa première course en 2011 est le Grand Prix d'ouverture La Marseillaise, qu'il termine à la sixième place. Lors du Tour de France, il s'échappe à l'occasion de la huitième étape entre Aigurande et Super-Besse, en compagnie de huit autres coureurs, puis seulement avec Christophe Riblon, Tejay van Garderen et Rui Costa, qui gagne finalement l'étape en solitaire.
Sélectionné pour la course en ligne des championnats du monde de Florence en 2013, Gautier figure un temps dans une échappée et termine finalement cette course en 59e place,.
Durant la saison 2014, il prend la sixième place de Paris-Nice, en décrochant un podium lors de la dernière étape.
Initialement présélectionné pour la course en ligne des championnats du monde, il figure dans la sélection finale.
Gautier s'engage avec l'équipe AG2R La Mondiale pour trois saisons à partir de 2016. En pré-saison, sa participation au Tour de France comme soutien de Romain Bardet est prévue. Il figure dans la sélection française constituée pour le premier championnat d'Europe sur route professionnel disputé à Plumelec.
Gautier fait ensuite partie de la sélection française pour la course en ligne des championnats du monde de Bergen.
Il s'engage pour deux ans avec l'équipe Vital Concept à partir de 2019. La saison de Gautier est perturbée en mai par une fracture à un coude.
Au mois d'août 2020, il est sélectionné dans l'équipe de France pour le championnat d'Europe disputé à Plouay. Le chef de file de la sélection est Arnaud Démare.
En octobre 2022, B&B Hotels-KTM annonce l'extension du contrat de Gautier jusqu'en fin d'année 2023. L'équipe n'étant finalement pas reconduite en 2023, Cyril Gautier annonce mettre un terme à sa carrière le 10 janvier 2023, après 16 années en tant que professionnel et 10 Tours de France.

### Vie privée
Cyril Gautier profite du Tour de France 2017 pour demander sa compagne Caroline en mariage d'une manière assez originale. Peu après le départ de la dernière étape il profite de la présence des caméras de la télévision française pour adresser un message manuscrit à celle qu'il aime. Selon la presse, le souhait du coureur breton de la formation dirigée par Vincent  Lavenu est exaucé et sa requête acceptée par sa compagne.

## Palmarès et classements mondiaux

### Palmarès
| - 2001 - Champion des Côtes-d'Armor sur route minimes - 2004 - Champion de Bretagne sur route juniors - Champion de Bretagne du contre-la-montre par équipes - Ronde du Printemps - 2e du championnat de Bretagne du contre-la-montre - 10e du championnat du monde sur route juniors - 2005 - Champion de Bretagne du contre-la-montre par équipes - 1re étape du Trophée Sébaco (contre-la-montre) - Flèche Plédranaise - 2e du championnat de Bretagne sur route juniors - 2e du Tour du Morbihan Juniors - 3e du Tour de Basse-Saxe juniors - 2006 - 2e du Prix de la Mi-août - 2007 - 3e du Grand Prix de la ville de Rennes - 2008 - Champion d'Europe sur route espoirs - 2e étape du Kreiz Breizh - 2e du Grand Prix de Plumelec-Morbihan - 6e du championnat du monde sur route espoirs | - 2010 - Route Adélie - 3e des Boucles du Sud Ardèche - 2011 - 3e des Boucles du Sud Ardèche - 2013 - Tour du Finistère - 2014 - 2e étape du Tour du Limousin - 4e du Grand Prix de Plouay - 6e de Paris-Nice - 2016 - Paris-Camembert - 2017 - 3e étape du Tour du Limousin - 2e de la Route Adélie de Vitré |  |

### Résultats sur les grands tours

#### Tour de France
10 participations
- 2010 : 45e
- 2011 : 43e
- 2012 : 61e
- 2013 : 32e
- 2014 : 25e
- 2015 : 34e
- 2016 : 68e
- 2017 : 48e
- 2020 : 78e
- 2021 : 81e

#### Tour d'Espagne
1 participation
- 2015 : 58e

### Classements mondiaux
| Année           | 2006 | 2007 | 2008 | 2009 | 2010 | 2011 | 2012 | 2013 | 2014 | 2015 | 2016 |
| --------------- | ---- | ---- | ---- | ---- | ---- | ---- | ---- | ---- | ---- | ---- | ---- |
| UCI World Tour  |      |      |      | nc   | nc   |      |      |      | 60e  |      | nc   |
| UCI Europe Tour | 681e | 280e | 50e  |      | 100e | 131e | 897e | 118e |      | 347e | 269e |